# Chiribiquete Nemzeti Természeti Park
A Chiribiquete Nemzeti Természeti Park (kiejtése körülbelül: csiribikete, spanyol neve: Parque Nacional Natural (Serranía de) Chiribiquete) Kolumbia legnagyobb nemzeti parkja. Hivatalosan sem látogatható, bár megközelítése amúgy is rendkívül nehéz lenne. Az óriási kiterjedésű védett terület 2018 óta az UNESCO világörökségi listáján is szerepel.

## Földrajz
A 2 782 353 hektáros (2013-as bővítése előtt csak 1 280 000 hektáros) nemzeti park Kolumbia délkeleti részén, a Guyanai-masszívum nyugati felén, az Amazonas síkságától északra, az Orinoquía régió füves pusztáitól délre fekszik a tenger szintje felett 200 és 1000 méter közötti magasságokban. Közigazgatásilag Caquetá és Guaviare megyék Calamar, Solano, Cartagena del Chairá és San Vicente del Caguán községeihez tartozik. Különlegességei a környezetükből függőleges falakkal feltörő táblahegyek (tepuik). Az éghajlat meleg és nedves, az évi átlaghőmérséklet 24 °C. Területe részben az Apaporis folyó felső medencéjének részét képezi, valamint magába foglalja a Mesay, a Cuñaré, a San Jorge és az Amú folyók teljes vízgyűjtő területét.

## Élővilág
Állatvilágát még nem kutatták részletesen, de már így is megfigyeltek 300 madárfajt, 72-féle bogarat, 313-féle nappali lepkét, 261-féle hangyát, hat új szitakötőfajt, hét főemlőst, három vidraformát, négy macskafélét, 48-féle denevért, nyolc rágcsálót, kétféle delfint és 60 halfajt.

## Sziklarajzok

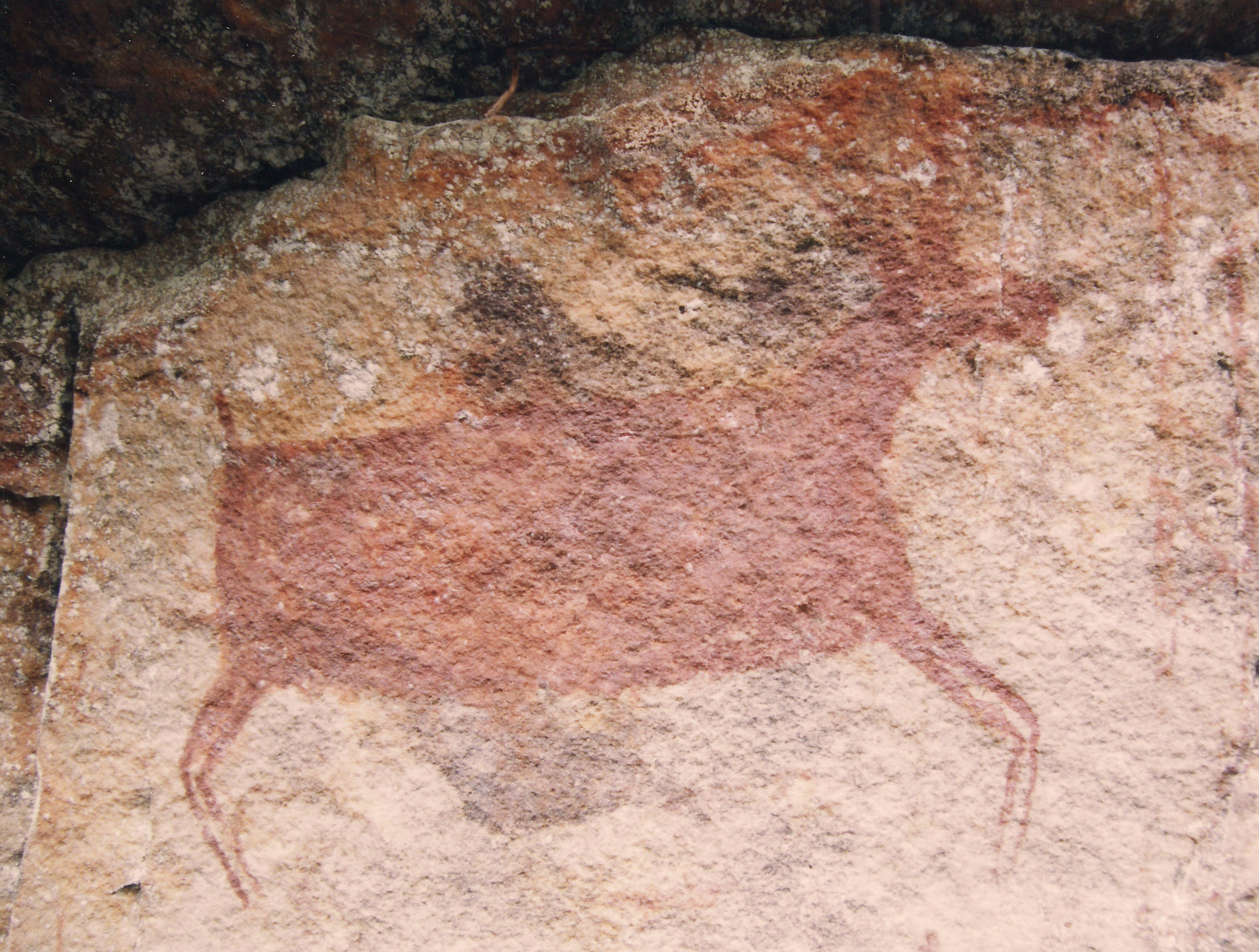
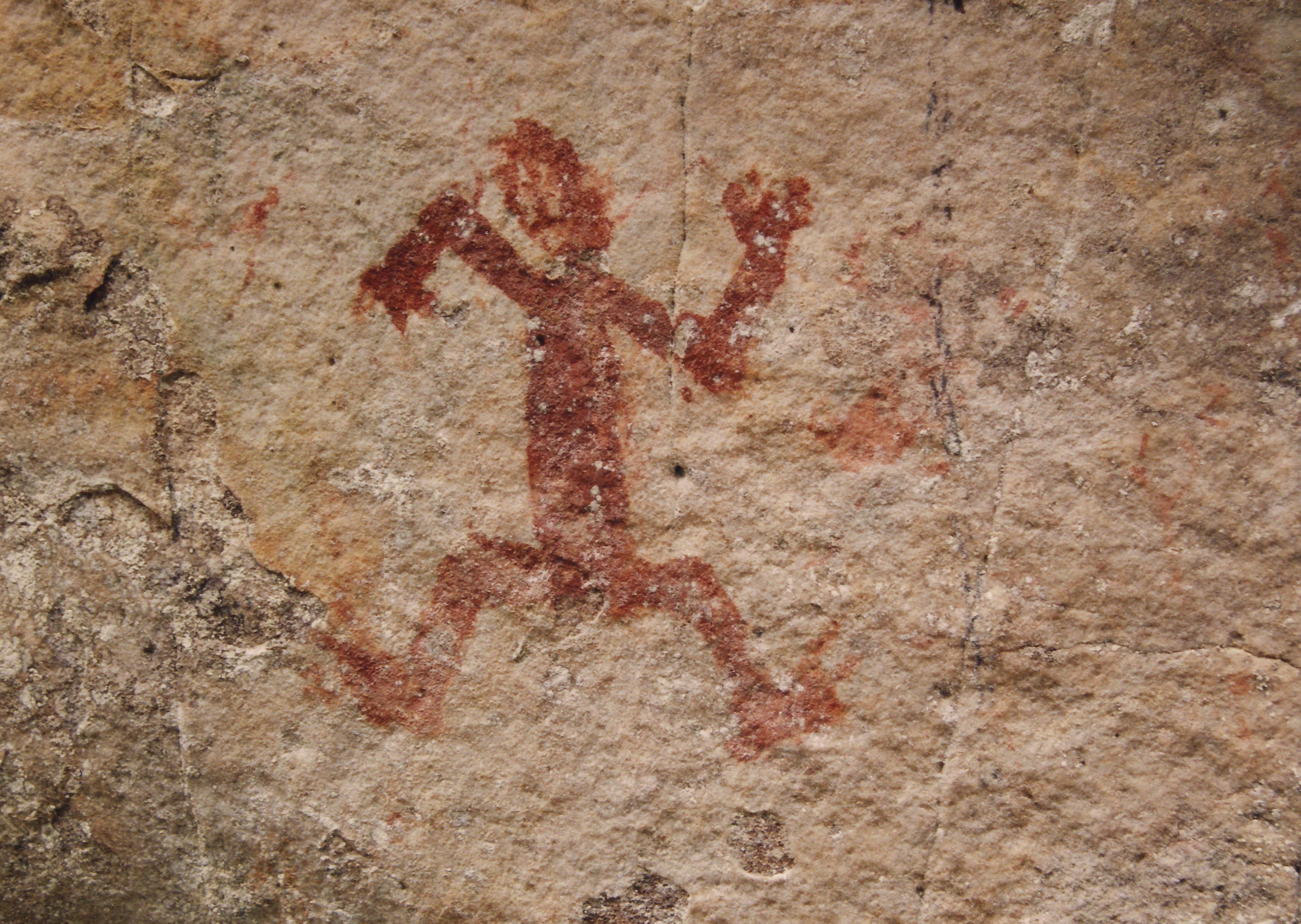
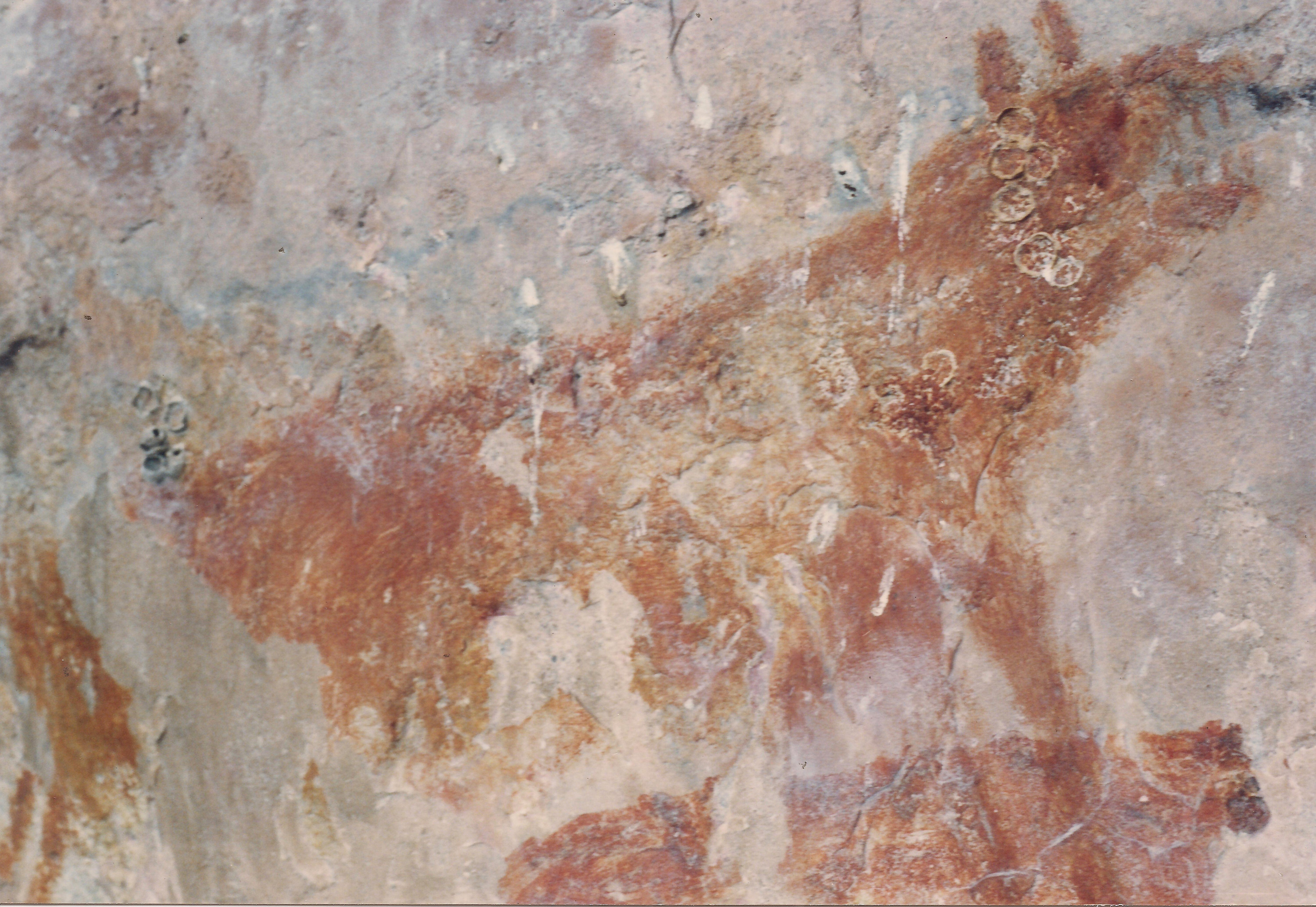
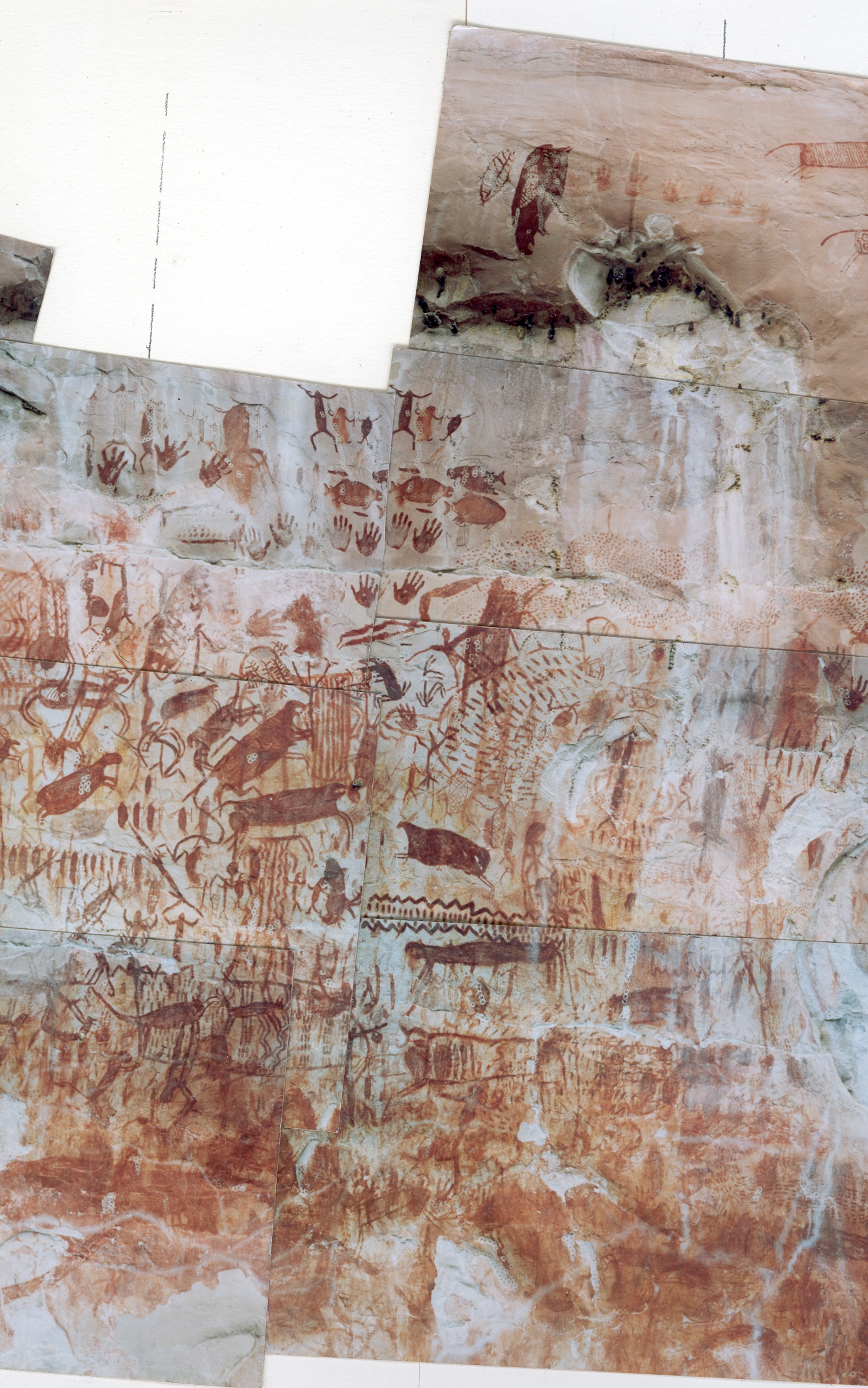

A nemzeti park területén rengeteg ősi sziklarajz található, egészen i. e. 17 000 tájától a spanyol hódítás utáni időkig. Az elsőket még az 1940-es években találta meg Richard Evan Schultes, majd 1986 és 1987 között Jaime Galvis volt az, aki az első fényképeket készítette róluk. 1990 és 1992 között Carlos Castaño és Thomas van der Hammen, több mint 20 kutató kíséretében 31 felületen elosztva több mint 20 000 alak ábrázolását találta meg. Ma már több mint 600 000 ábrázolás ismert a területen. Készítőik valószínűleg Dél-Amerika legrégibb kultúrájához tartoznak, ezért az a feltételezés, hogy mindet a karihóna indiánok készítették volna, valószínűleg helytelen, mivel az ő megérkezésüknél régebbi festmények is vannak.